# Kirill Nababkin
Kirill Anatolyevich Nababkin (ryska: Кирилл Анатольевич Набабкин), född 8 september 1986 i Moskva, är en rysk fotbollsspelare som spelar för CSKA Moskva.
Han var uttagen i Rysslands trupp vid fotbolls-EM 2012.